# محمد أبو عبيدة
محمد أبو عبيدة جمال الدين (مواليد 8 أبريل 2001) هو لاعب كرة قدم قطري من أصل سوداني يلعب كلاعب وسط .

## مسيرة الاعب
لعب في النادي العربي ونادي مسيمير.